# Lukavica (powiat Bardejów)
Lukavica – wieś (obec) na Słowacji położona w kraju preszowskim, w powiecie Bardejów. Pierwsze wzmianki o miejscowości pochodzą z roku 1389.
Według danych z dnia 31 grudnia 2010, wieś zamieszkiwało 377 osób, w tym 195 kobiet i 182 mężczyzn.
W 2001 roku populacja względem narodowości i przynależności etnicznej liczyła 99,74% Słowaków i 0,26% Czechów.
Ze względu na wyznawaną religię struktura mieszkańców kształtowała się w 2001 roku następująco:
- katolicy rzymscy – 7,65%
- grekokatolicy – 3,96%
- ewangelicy – 86,28%
- prawosławni – 0,53%
- ateiści – 1,32%